# Valfloriana
Valfloriana település Olaszországban, Trento megyében. Lakosainak száma 474 fő (2023. január 1.). Valfloriana Baselga di Piné, Castello–Molina di Fiemme, Lona–Lases, Sover, Telve, Anterivo és Capriana községekkel határos.

## Népesség
A település népességének változása:
| Lakosok száma | 479  | 470  | 474  |
|               | 2017 | 2018 | 2023 |